# Пусковий комплекс
Пускови́й ко́мплекс — сукупність об'єктів (або їх частин) основного виробничого, допоміжного та обслуговувального призначення, ремонтного і транспортного господарства, інженерних комунікацій, зв'язку, очисних споруд, охорони навколишнього природного середовища, благоустрою, тощо, визначених генеральним проєктувальником,введення в експлуатацію яких частково забезпечують випуск продукції або надання послуг, безпечну експлуатацію та самостійне функціонування. Наприклад, для виробітку електричної чи теплової енергії при експлуатації електричних станцій.
У будівництві автомобільних доріг пусковий комплекс — це ділянки доріг, що мають самостійне транспортне значення, тобто на яких можливо відкрити постійний рух транспортних засобів і які з'єднують населені пункти, об'єкти сільського господарства, підприємства або групи підприємств між собою, з місцями розробки сировини залізничними станціями, річковими і морськими портами, аеродромами або забезпечують вихід на існуючі автомобільні дороги. 
Проєктна документація на пусковий комплекс розробляється в установлені терміни на підставі завдання на проєктування, складеного згідно з ДБН, і затверджується відповідно до визначеного відповідними органами порядку.